# Solenanthus brachystemon
Solenanthus brachystemon är en strävbladig växtart som beskrevs av Fisch., Amp; C. A. Mey. och Rudolph Friedrich Hohenacker. Solenanthus brachystemon ingår i släktet Solenanthus och familjen strävbladiga växter. Inga underarter finns listade i Catalogue of Life.